# Tyrannochthonius diabolus
Tyrannochthonius diabolus és una espècie d'aràcnid de l'ordre Pseudoscorpionida de la família Chthoniidae.
Es troba de forma endèmica a Alabama (Estats Units).